# ドゥマイ (ソマリランド)
ドゥマイ (Dhummay, Dhumay) はソマリランドのスール地域にある町。ソマリランドの実効支配下にあるが、住民のソマリランドに対する不信感も根強い。

## 概要
2015年1月、ドゥマイで毒蛇などの被害対策として、生息地付近の低木を伐採するキャンペーンを行った。
2016年2月、アラブ首長国連邦のドバイに本社がある国際送金会社ダハブシルは、ドゥマイで発生したデュルバハンテの支族同士の紛争解決のため、1万ドルを寄付した。
2016年8月、スール地域のガラードとスルターン（共に氏族の長老の称号）がドゥマイに集まり、アイナバで進行中のチャツモ国のソマリランド併合に関する会議に反対する記者会見を開いた。
2016年12月、カラベイルにて、ドゥマイなどのラス・アノド周辺地区で4半世紀近く続くモハメド・ガラード（Maxamed Garaad）氏族とアブディ・ガラード（Cabdi Garaad）氏族との紛争を解決するための和平会議が開かれた。
2018年9月5日、ドゥマイでアラブ人が殺されたことをきっかけに、氏族間の衝突があり、少なくとも10人が死亡した。10月末、ドゥマイで2つの氏族が闘争を行い、少なくとも50人が死亡し、100人が負傷した。争った氏族は共にダロッドの支族のデュルバハンテの支族。ドゥマイの長老達は、ドゥマイのソマリランド軍がサーヘールに移され、ドゥマイの民兵がアディカデエに移されたために対立するクランの民兵に攻撃の機会を与えたとして、ソマリランド政府を非難した。10月末にソマリア連邦政府は紛争で負傷した人のための医薬品を乗せた飛行機を送ったが、ソマリランド政府はこの飛行機の空港への着陸を拒絶した。11月、エチオピアのジジガに、ドゥマイ紛争の当事者である2つの氏族の関係者300人が集まり、エチオピアのソマリ州知事であるムスタファ・モハメド・オマーの主催で和平会議が開催された。一方でソマリランド内務長官と水長官が率いる代表団も紛争介入を試みたが、当事者に拒絶された。ソマリランド政府は、ドゥマイ紛争解決の主導権がエチオピアのソマリ州に移り、ソマリランド政府が関与していないことを認めた。同じく11月、ドゥマイにマジェルテン氏族の長であるブルハーン・ムーセが訪問し、地元の知識人とこの周囲の紛争について話し合いが行われた。
2019年9月、ソマリランド政府が任じたスール地域長官が、警察と軍を引き連れてドゥマイ地区とDabagag地区を訪問した。